# スラベン・ビリッチ
スラヴェン・ビリッチ（Slaven Bilić, 1968年9月11日）は、クロアチア・スプリト出身の元サッカー選手、現サッカー指導者。元クロアチア代表。現役時代のポジションはDF。2006年から2012年までクロアチア代表監督を務めた。

## 選手経歴

### クラブ
1988年に地元のHNKハイドゥク・スプリトからデビューし、1992年にはプルヴァHNLで優勝した。ハイデュクに6年間所属し、1993年にドイツ・ブンデスリーガのカールスルーエSCに移籍した。1993-94シーズンのUEFAカップではオランダのPSVアイントホーフェン、スペインのバレンシアCF、フランスのFCジロンダン・ボルドー、ポルトガルのボアヴィスタFCを下して準決勝まで勝ち進んだが、準決勝ではSVアウストリア・ザルツブルクにアウェーゴール差で敗れた。ドイツでの活躍が認められ、1996年にハリー・レドナップ監督率いるイングランド・プレミアリーグのウェストハム・ユナイテッドFCに移籍した。1997年にはエヴァートンFCに移籍し、1997-98シーズンはレギュラーとして活躍したが、1998-99シーズン以降は出場機会が減少した。2000年に古巣のハイデュクに復帰し、2000-01シーズンを最後に現役引退した。

### 代表
1992年7月5日、オーストラリア戦でクロアチア代表デビューした。この4年後に行われたUEFA EURO 1996ではレギュラーとして活躍し、クロアチア代表のベスト8入りに貢献した。
1998 FIFAワールドカップ・ヨーロッパ予選ではアウェー扱いでのボスニア・ヘルツェゴビナ戦とウクライナ戦で先制ゴールを決め、さらにホームでのボスニア・ヘルツェゴビナ戦で同点ゴールを決めるなどし、クロアチアの独立後初のFIFAワールドカップ出場に貢献した。1998 FIFAワールドカップ本大会では準決勝に進出したが、開催国フランスとの対戦となった準決勝ではローラン・ブランと小競り合いになり、ブランはビリッチの顔面に肘打ちしたとして退場処分を受けた。フランスは結果的に優勝したが、ブランは出場停止処分を受けて決勝に出場できず、さらにリプレイ放送でビリッチが肘打ちを受けたかのような演技をしたことが明らかになったため、フランスサポーターからの憎悪を一身に浴びる事となった。3位決定戦のオランダ戦では、ビリッチがボールに触る度に、またボールを保持したオランダの選手に対してビリッチがプレスをかけた時にブーイングが浴びせられた。しかし、ビリッチは試合終了までプレーを続けて勝利に貢献した。代表チームでは44試合出場3得点を挙げた。

## 指導者経歴
2001年11月に古巣ハイデュクの暫定監督に就任し、シーズン終了まで指揮を執った。2004年にはU-21クロアチア代表監督に就任したが、2年後の2006 FIFAワールドカップ後、グループリーグ敗退という結果に終わって解任されたズラトコ・クラニチャール監督の後任としてクロアチアA代表監督に就任。ニコとロベルトのコヴァチ兄弟などのベテランを軸に据え、U-21クロアチア代表から教え子であるルカ・モドリッチ、エドゥアルド・ダ・シルヴァ、ヴェドラン・チョルルカなどを抜擢した。2006年9月には主力のダリヨ・スルナ、イヴィツァ・オリッチ、ボシュコ・バラバンが合宿所を抜け出して夜遊びした事件（フォンタナ事件）が起こったが、規律を重んじて3人を追放した決断は指導者としての評価を高めた。UEFA EURO 2008予選ではイングランド、ロシア、イスラエルなどと同組となったが、9勝2分1敗で全出場国中2位タイの勝ち点を稼ぎ、3位のイングランドに勝ち点6差を付けて本大会出場を決めた。本大会ではドイツ、オーストリア、ポーランドと同組となり、3戦全勝でグループリーグ突破を決めた。トルコと対戦した準々決勝では延長終了間際にクロアチアが先制し、その直後にトルコが追いつくという劇的な試合になったが、PK戦の末に敗れてベスト8に終わった。
2010 FIFAワールドカップ・ヨーロッパ予選ではイングランド、ウクライナなどと同組となったが、主力選手の相次ぐ怪我のためにベストメンバーが組めず、イングランド戦ではホーム (1-4) &アウェー (1-5) の2試合とも大敗を喫した。6勝2分2敗の勝ち点20で2位のウクライナに及ばず、プレーオフに回ることもできずに予選敗退に終わったため、クロアチア国内のメディアから過激な批判を受けた。成績不振の責任を取って辞任する意向を示していたが、代表選手やクロアチア国内世論はビリッチ続投を強く支持し、代表監督に留任した。
UEFA EURO 2012予選ではギリシャ、イスラエル、ラトビア、ジョージアと同組となり、絶対的な強豪国不在のグループとして注目されたが、ギリシャに次ぐグループ2位となってプレーオフに回った。プレーオフでは4年前の本大会で煮え湯を飲まされたトルコとの再戦となり、ビリッチが「リベンジの機会を待ちわびていた」と語った クロアチアは2試合合計3-0で勝利して本大会出場を決めた。本大会ではグループリーグ初戦でアイルランドに3-1で快勝し、イタリアと戦った2戦目では後半の戦術変更が功を奏して1-1の引き分けに持ち込んだ。2試合を終えて勝ち点4を奪い、グループ3位のイタリアに勝ち点2差をつけていたが、3戦目のスペイン戦では接戦の末に0-1で敗れ、好印象を残しながらも大会を去った。
2012年7月、FCロコモティフ・モスクワ監督に就任。リーグ戦で9位に終わり、1年で解任された。
2013年6月、ベシクタシュJKの監督に就任。2シーズン指揮を執った。
2015年6月、サム・アラダイスの後任として選手時代にプレーしたウェストハム・ユナイテッドFCの監督に就任。
就任1年目となった15-16シーズンは、ディミトリ・ペイェを中心に攻撃的なサッカーを展開しチームはリーグ4位の総得点65をマーク。終始低調に終わったリヴァプールFCやチェルシーFCの上を行くクラブ記録の勝ち点62でリーグ戦7位に導き、翌シーズンのUEFAヨーロッパリーグ予選の出場権を手にした。
2016-17シーズン、UEFAEL予選のプレーオフで敗退してしまい、本戦出場を逃した。リーグ戦は中位の11位に終わった。
2017-18シーズン、開幕から調子が上がらず11節を終えて2勝3分6敗の18位と降格圏に低迷。11月6日に解任された。

## 人物
母国語のクロアチア語のほかに流暢なドイツ語・イタリア語・英語を話すことができる。法律の学位を取得している
ロックミュージックの大ファンとして知られる。クロアチアのロックバンドであるRawbauのメンバーであり、お気に入りの赤いギブソン・エクスプローラーを使用する。2009年、RawbauはUEFA EURO 2008におけるクロアチア代表の躍進を称えたVatreno Ludilo（燃えたぎる狂気）という曲を発表した。

## 代表歴

### 出場大会
- クロアチア代表
  - 1998 FIFAワールドカップ (3位)

### 試合数
- 国際Aマッチ 44試合 3得点（1992年-1999年）[16]

| クロアチア代表 | 国際Aマッチ | 国際Aマッチ |
| 年             | 出場        | 得点        |
| -------------- | ----------- | ----------- |
| 1992           | 4           | 0           |
| 1993           | 0           | 0           |
| 1994           | 6           | 0           |
| 1995           | 6           | 0           |
| 1996           | 11          | 1           |
| 1997           | 7           | 2           |
| 1998           | 9           | 0           |
| 1999           | 1           | 0           |
| 通算           | 44          | 3           |

### 得点
| #  | 日時           | 場所       | 相手                     | スコア | 最終結果 | 大会                                    |
| -- | -------------- | ---------- | ------------------------ | ------ | -------- | --------------------------------------- |
| 1. | 1996年10月8日  | ボローニャ | ボスニア・ヘルツェゴビナ | 0-1    | 1-4      | 1998 FIFAワールドカップ・ヨーロッパ予選 |
| 2. | 1997年9月6日   | ザグレブ   | ボスニア・ヘルツェゴビナ | 1-1    | 3-2      | 1998 FIFAワールドカップ・ヨーロッパ予選 |
| 3. | 1997年10月29日 | ザグレブ   | ウクライナ               | 1-0    | 2-0      | 1998 FIFAワールドカップ・ヨーロッパ予選 |

## 監督成績
| クラブ                     | 就任          | 退任           | 記録 | 記録 | 記録 | 記録 | 記録   |
| クラブ                     | 就任          | 退任           | 試合 | 勝利 | 引分 | 敗戦 | 勝率   |
| -------------------------- | ------------- | -------------- | ---- | ---- | ---- | ---- | ------ |
| ハイドゥク・スプリト       | 2001年12月5日 | 2002年5月4日   | 17   | 11   | 4    | 2    | 064.71 |
| U-21クロアチア代表         | 2004年7月1日  | 2006年6月30日  | 19   | 8    | 4    | 7    | 042.11 |
| クロアチア代表             | 2006年7月25日 | 2012年5月14日  | 65   | 42   | 15   | 8    | 064.62 |
| ロコモティフ・モスクワ     | 2012年5月14日 | 2013年6月18日  | 32   | 13   | 7    | 12   | 040.63 |
| ベシクタシュ               | 2013年6月28日 | 2015年5月21日  | 92   | 48   | 22   | 22   | 052.17 |
| ウェストハム・ユナイテッド | 2015年6月9日  | 2017年11月4日  | 111  | 42   | 30   | 39   | 037.84 |
| アル・イテハド             | 2018年10月5日 | 2019年2月24日  | 20   | 6    | 5    | 9    | 030.00 |
| WBA                        | 2019年6月13日 | 2020年12月16日 | 65   | 26   | 22   | 17   | 040.00 |
| 北京中赫国安               | 2021年1月6日  | 2022年1月8日   | 29   | 9    | 8    | 12   | 031.03 |
| ワトフォード               | 2022年9月26日 |                | 0    | 0    | 0    | 0    | —      |
| 合計                       | 合計          | 合計           | 450  | 205  | 117  | 128  | 045.56 |

## タイトル

### 選手時代
HNKハイデュク・スプリト
ユーゴスラビア・カップ：1回（1990-91）
プルヴァHNL：1回（1991-92）
クロアチア・カップ：2回（1992-93、1999-2000）
個人
- プルヴァHNL年間最優秀選手：1回（1992）

### 指導者時代
個人
- サウジ・プロフェッショナルリーグ月間最優秀監督：1回（2019年1月）